# Intellectualisatie
Intellectualisatie (Duits: Intellektualisierung) is een term uit de psychologie, die voor het eerst werd gebruikt door Sigmund Freud. Intellectualisatie staat voor het zich losmaken van het emotionele aspect van een ervaring of situatie door de benadering ervan vanuit een exclusief intellectueel standpunt.
Voorbeeld: de student geneeskunde die moet leren met de nodige objectiviteit het menselijk lijden en zelfs de dood te benaderen, teneinde te voorkomen dat hij er te veel bij betrokken wordt, hetgeen hem ongeschikt zou kunnen maken om kundige steun te geven.